# 樋口兼豊
樋口 兼豊（ひぐち かねとよ）は、戦国時代から江戸時代初期にかけての武将。上田長尾家のちに上杉氏の家臣。

## 生涯
樋口兼村の子として誕生。樋口氏は、源義仲の家臣である樋口兼光の子孫と云われる。
はじめ、上田長尾家当主・長尾政景に仕えた（おそらく家老かそれに順ずる格）。政景の死後は、その子で越後国の大名・上杉謙信の養子となる長尾顕景（後の上杉景勝）に仕える。謙信死後に起きた上杉氏の家督争いである御館の乱では景勝方として武功をあげ、天正9年（1581年）に荒戸城将となり、100石を加増されて天正年間に直峰城（現新潟県上越市安塚）主に任じられた。
その後、主家の会津転封に従い、子の直江兼続が城主となった米沢城に入るが、城主の兼続が主君・上杉景勝の首席家老（執政）として、常に主君と共に会津若松城か京都・大坂に出仕していてほとんど城主不在だったため、その間は事実上の城代（留守役）を勤め、最上氏の動向調査報告などの活動を行っている。
慶長7年（1602年）、死去。戒名は、台代翁道高庵。樋口家は三男の秀兼が継いだ。

## 家族
樋口家が練炭吏であったという説をとるのであれば、二人の妻は兼豊との身分差が大きいとする異論もある。しかし、二人の妻の出自が逆に、樋口家が家老であったことの裏付けであるとも言える。
藤（ふじ）
生年不詳 - 天正13年8月18日（1585年9月11日）
正室。直江親綱の娘。直江兼続・大国実頼らの生母にあたる。法名は月嶺宗心禅定尼。
蘭子（らんこ）
天文8年（1539年?） - 慶長9年（1604年?）
継室。信濃国の有力豪族泉重歳の娘。近年は兼続・実頼らの生母という説が浮上している。法名は蘭室妙香大姉。
直江兼続
長男。
大国実頼
次男。
樋口秀兼（ひぐち ひでかね）
生没年不詳
三男。通称は与八、与惣右衛門、内膳、諱は景兼ともいう。樋口家を相続し、初め761石、上杉家の米沢転封後は1000石を知行した。慶長19年（1614年）、大坂冬の陣に参加した。子の光頼は兄・実頼の死後、その養子として大国家を継いだ。
きた
生没年不詳
長女。上杉家臣須田満胤の室。慶長2年（1597年）満胤が改易されると、子の満統とともに本庄繁長の元に身を寄せた。
不明
生没年不詳
次女。上杉家臣色部光長の室。
不明
生没年不詳
三女。上杉家臣篠井泰信の室。

## 樋口兼豊を演じた俳優
- 天地人（2009年、NHK大河ドラマ、樋口惣右衛門：高嶋政伸）